# La Joven Literaria
La Joven Literaria va ser un ateneu reusenc fundat el 1862 i que va tenir activitat almenys fins al 1868.

## Història
El seu objectiu era l'ensenyament i la divulgació de la cultura, i des dels seus inicis, una vegada aprovat el reglament per les autoritats, el 10 d'abril de 1862 van començar oferint classes de francès i de castellà, i anunciaven com a imminents les de matemàtiques, tot i que l'obertura oficial no es va fer fins al dia 20, en el transcurs d'un acte on es van llegir poemes i es van tocar peces de música per alguns dels socis. Va presidir la inauguració l'alcalde de la ciutat Gregorio de Mijares, un home cultivat, i el president, l'escriptor i editor Francesc Nacente Soler va fer un parlament amb el títol Sobre los bienes que reporta el hombre a la sociedad. El vicepresident Francesc Bartrina i d'Aixemús va llegir alguns poemes seus. L'acte va durar de les 10 del vespre fins a les 3 de la matinada.
El mes d'octubre es van obrir les classes de gramàtica castellana a càrrec d'Alexandre Garcia, de francès per J. Lostaunau, de dibuix per G. Torres i de música per A. Dutrem. Les classes van ser molt concorregudes. A inicis de 1863, el president era Josep Esteve i el secretari Casimir Grau Company. L'entitat va aportar aquell any 21 rals a una subscripció pels obrers en atur. El juliol de 1863 van ser nomenats socis de mèrit, entre d'altres, Joan Prim, Josep Gener i Antoni de Bofarull. Va ser una de les quatre entitats culturals reusenques més importants d'aquells anys. L'any 1868 encara estava en actiu.